# Stephen Smale

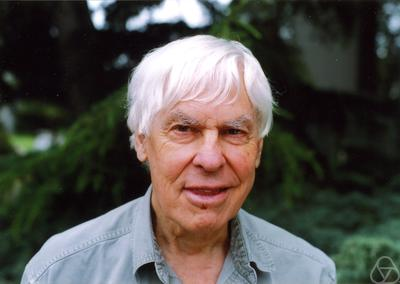
Stephen Smale (2008)

Stephen Smale (* 15. Juli 1930 in Flint, Michigan, USA) ist ein US-amerikanischer Mathematiker, der hauptsächlich durch seine Arbeiten über dynamische Systeme und für seinen Beweis der Poincaré-Vermutung für den Fall {\displaystyle n>4} bekannt wurde. Er ist Träger der Fields-Medaille und war Professor an der University of California, Berkeley.

## Leben
Smale wuchs auf einer Farm auf, während sein Vater bei General Motors arbeitete. Er besuchte acht Jahre lang eine Einklassen-Schule eine Meile von seiner Farm. Auf der High School interessierte er sich vor allem für Chemie. Smale begann sein Studium an der University of Michigan 1948, mit anfangs eher mäßigen Noten – er interessierte sich eher für Reisen und politische Aktivitäten auf dem Campus. Er trat der kommunistischen Partei bei. Anfangs studierte er Physik. Wegen seiner nachlassenden Noten erhielt er sogar eine Ermahnung seines Fakultätsleiters Joel Henry Hildebrand und wandte sich der Mathematik zu. 1952 graduierte er (Bachelor-Abschluss), erhielt 1953 seinen Master-Abschluss und 1957 machte er an der University of Michigan seine Doktorarbeit (Regular Curves on Riemannian Manifolds) unter Raoul Bott, dessen erster Doktorand er war. Mit dieser Arbeit verallgemeinerte er ältere Resultate von Hassler Whitney, der 1937 reguläre geschlossene Kurven in der Ebene durch ihre Tangentenumlaufzahl klassifizierte (Satz von Whitney-Graustein). 1956 besuchte er die Topologie-Konferenz in Mexiko-Stadt, an der die weltweit führenden Topologen teilnahmen.
1959 sorgte er an der University of Chicago mit dem Beweis der Möglichkeit, eine Sphäre im dreidimensionalen Raum von innen nach außen zu stülpen, ohne „Risse“ zu erzeugen (Sphere Eversion), für Aufsehen. Eine anschauliche Vorgehensweise zeigte später z. B. der blinde französische Mathematiker Bernard Morin. Genauer zeigte Smale, dass alle Immersionen von {\displaystyle S^{2}} in den {\displaystyle R^{3}} regulär homotop waren, also auch die Standard-Einbettung zur Einbettung der invertierten Sphäre („von außen nach innen gestülpt“).
Mit diesen Arbeiten gewann er ein Stipendium der National Science Foundation und erhielt eine Einladung an das Institute for Advanced Study, er ging aber 1960 nach Rio de Janeiro an das IMPA zu Mauricio Peixoto, der auf dynamische Systeme spezialisiert war und den er schon 1958 getroffen hatte. Hier „am Strand von Rio“ kamen ihm die Ideen für seine Hufeisen-Abbildung und für den Beweis der verallgemeinerten Poincaré-Vermutung für Dimensionen größer als 4. Dabei benutzte er Ideen aus der Morsetheorie. Ideen aus seinem Beweis verallgemeinerte er später und leitete aus ihnen den h-Kobordismus-Satz her. Heute wird meist umgekehrt die Poincaré-Vermutung in d>4 als Folge dieses h-Kobordismus-Satzes bewiesen. Ein etwa gleichzeitiger Beweis einer Version der Poincaré-Vermutung in d>4 durch John Stallings führte zu einem Prioritätsstreit.
Schon Anfang der 1960er Jahre begann er, sich mit dynamischen Systemen wie seiner berühmten Hufeisen-Abbildung zu beschäftigen, die chaotisch, aber „strukturell stabil“ ist. Damit verallgemeinerte er Untersuchungen über Störungen stabiler Bewegungen der russischen Mathematiker Andronov und Pontrjagin und begann seine eigenen qualitativen, topologischen Untersuchungen dynamischer Systeme. Smale fasste chaotische Systeme wie das Hufeisen oder auch geodätische Flüsse auf Mannigfaltigkeiten negativer Krümmung zusammen als „hyperbolische“ Systeme, gekennzeichnet durch lokales Stauchen und Strecken. Anfangs glaubte er, dass diese Systeme „typisch“ sind (ihre Bahnen „dicht“ liegen), was sich aber als falsch herausstellte. Smale knüpfte auch – damals unüblich – Kontakte zu den traditionell in der Theorie dynamischer Systeme starken sowjetischen Mathematikern wie Wladimir Arnold, z. B. 1961 in Moskau und auf dem Internationalen Mathematikerkongress 1966 in Moskau, wo er die Fields-Medaille bekam.
In den 1970er Jahren begann er, Anwendungen dynamischer Systeme zu untersuchen, z. B. das n-Körper-Problem, elektrische Schwingkreise oder die Gleichgewichte von Systemen aus den Wirtschaftswissenschaften. Daraus ergab sich die Frage nach der Konvergenz der Annäherung an Gleichgewichtspunkte, was Smale zu algorithmischen Untersuchungen führte, die er ebenfalls global anging.
Ab den 1990er Jahren versucht er, die Numerische Analysis und das auf Turingmaschinen beruhende Berechnungsmodell der theoretischen Informatik zu vereinigen (Arbeiten mit Lenore Blum, Mike Shub).
Als er sich einmal dahingehend äußerte, dass seine besten Arbeiten „am Strand von Rio“ entstanden, nahm die National Science Foundation dies in den 1960er Jahren zum Anlass, ihm Gelder kürzen zu wollen, sie nahmen aber später wieder davon Abstand. Der wissenschaftliche Berater von Präsident Johnson Donald Hornig nahm Smales Äußerungen 1968 in Science als Beispiel für eine leichtfertige Einstellung von Mathematikern anzunehmen, dass sie das Geld der Steuerzahler für mathematische Forschungen an den Stränden von Rio verwenden könnten. Auch mit seinen linksgerichteten politischen Aktivitäten besonders in den 1960er Jahren erregte er Aufsehen. 1960 und dann wieder 1964–1995 war er Professor in Berkeley, also im Zentrum der amerikanischen Studentenbewegung, und im Mai 1965 war er maßgeblich an der Organisation der Antivietnamkriegs-Tage beteiligt. 1966 erregte er bei der US-amerikanischen Administration Unwillen, als er sich in Moskau, wo er die Fields-Medaille in Empfang nahm, öffentlich gegen den Vietnamkrieg äußerte. Zur selben Zeit versuchte das Haus-Komitee gegen Unamerikanische Umtriebe (HUAC) ihn vorzuladen. Smale war in seiner Studentenzeit Mitglied der Jugendorganisation (Labor Youth League) der kommunistischen Partei (und später auch insgeheim Mitglied der Kommunistischen Partei).
Nach seiner Emeritierung war er an der Universität Hongkong und ist zurzeit am Toyota Institut für Technologie in Chicago.
1998 stellte er eine Liste von 18 noch ungelösten Problemen für das 21. Jahrhundert auf (Smale-Probleme, Mathematical Intelligencer 1998 Nr. 2). Diese ist von Hilberts 23 Problemen inspiriert, die dieser im Jahr 1900 aufstellte. Zwei von ihnen kommen auch wieder bei Smale vor, zum einen die Riemannsche Vermutung, zum anderen eine moderne Version eines Teils von Hilberts 16. Problem. Manche von Smales Problemen sind auch unter den Millennium-Problemen (Riemannvermutung, Navier-Stokes-Gleichung, P-NP-Problem, Poincaré-Vermutung). Viele seiner Probleme sind aus der Theorie dynamischer Systeme oder haben einen Algorithmen-Hintergrund, sein letztes Problem fragt allgemein nach den Grenzen künstlicher und menschlicher Intelligenz.
Smale wurde für seine Arbeit mehrfach ausgezeichnet, insbesondere mit der Fields-Medaille und dem Oswald-Veblen-Preis (beide 1966). 2007 erhielt er den Wolf-Preis. Er war Invited Speaker (Plenarvortrag) auf dem Internationalen Mathematikerkongress (ICM) 1986 in Berkeley (Complexity aspects of numerical analysis), in Stockholm 1962 (Dynamical systems and the topological conjugacy problem for diffeomorphisms) und in Moskau 1966 (Differentiable dynamical systems). 1968 wurde er in die American Academy of Arts and Sciences und 1970 in die National Academy of Sciences aufgenommen. 1998 wurde er Ehrenmitglied der London Mathematical Society.
Smale besitzt eine große Mineralien- und Edelsteinsammlung und ist auch als Fotograf von Mineralien hervorgetreten.
Zu seinen Doktoranden gehören Michael Shub, Robert Devaney, Morris Hirsch, John Guckenheimer, Nancy Kopell, Zbigniew Nitecki, Jacob Palis, Sheldon Newhouse.